# Боков, Данил Яковлевич
Данил Яковлевич Боков (1895, хутор Дрягловский, Хопёрский округ, Область Войска Донского, Российская империя — неизвестно, Волгоградская область) — бригадир полеводческой бригады свиноводческого совхоза имени 1 Мая Министерства совхозов СССР, Горловский район Сталинской области, Украинская ССР. Герой Социалистического Труда (1948).

## Биография
Родился в 1895 году в крестьянской семье на хуторе Дрягловский Хопёрского округа. С раннего возраста трудился в сельском хозяйстве. Во время коллективизации вступил в местный колхоз, где трудился до призыва в мае 1942 года в Красную Армию по мобилизации. Участвовал в Великой Отечественной войне с июля 1942 года. Воевал санитарным инструктором в составе 3-й батареи 2-го гвардейского миномётного дивизиона 13-й гвардейской миномётной бригады. После демобилизации отправился в Горловский район, где стал трудиться бригадиром полеводческой бригады в совхозе имени 1 Мая (позднее — совхоз «Углегорский») Горловского района с центральной усадьбой в посёлке Новолуганское. Директором этого совхоза был Иван Петрович Заричный.
Бригада хлеборобов под его руководством ежегодно показывала высокие трудовые результаты. В 1947 году бригада вырастила в среднем с каждого гектара по 30,9 центнеров пшеницы на участке площадью 64 гектара. Указом Президиума Верховного Совета СССР от 13 марта 1948 года удостоен звания Героя Социалистического Труда за «получение высоких урожаев пшеницы и ржи в 1947 году» с вручением ордена Ленина и золотой медали «Серп и Молот» (№ 1278).
Этим же указом званием Героя Социалистического Труда были награждены директор совхоза Иван Петрович Заричный, старший агроном Михаил Нектарович Сергеенко, старший механик Афанасий Ильич Фомин и бригадир Марфа Марковна Мечетная.
После выхода на пенсию проживал в посёлке Новолуганское. С 1968 года — персональный пенсионер союзного значения. В последующем возвратился на родину в Волгоградскую область. Дата смерти не установлена.
Награды
- Герой Социалистического Труда
- Орден Ленина
- Медаль «За боевые заслуги» (27.04.1944)